# ペンニヒゼール
ペンニヒゼールまたはペニヒゼール (Pennigsehl) は、ドイツ連邦共和国ニーダーザクセン州のニーンブルク/ヴェーザー郡に属す町村（以下、本項では便宜上「町」と記述する）である。この町はマルクローエに本部を置くザムトゲマインデ・ヴェーザー＝アウエに属す。

## 地理
ペンニヒゼールは連邦道B214号線の南、ニーンブルク/ヴェーザーとズーリンゲンとの間に位置する。

### 自治体の構成
- ヘスターベルク
- ペンニヒゼール

## 歴史
先史時代の出土品や青銅器時代の丘陵墓は、紀元前1800年から紀元前700年頃にこの地に定住者があったことを示している。ヘスターベルクは1039年の史料に初めて記録されている。ペンニヒゼールは1300年頃に作成されたホーヤ伯のレーエン台帳に初めて記録されている。最初の文書記録は1358年のマンデスロー家とホーヤ伯との間の売買契約書である。ホーヤ伯が断絶した1583年の遺産目録ではブラウンシュヴァイク＝リューネブルク公の相続分として14の農場が列記されている。三十年戦争の間に多くの農場が破壊され、その一部は再び耕作されることはなかった。1694年にペンニヒゼールに学校が設けられた。ヘスターベルクでは1911年に学校が創設された。1945年4月11日にペンニヒゼールはイギリス軍戦車部隊によって占領された。ザムトゲマインデ・リーベナウが1968年に成立し、当時はそれぞれ独立した自治体であったペンニヒゼールとヘスターベルクもこれに参加した。ペンニヒゼールとヘスターベルクは1973年に合併した。この町は、1992年にザクセン＝アンハルト州プレッツカウと姉妹自治体協定を締結した。

## 行政

### 議会
ペンニヒゼールの町議会は11議席からなる。

### 首長
ライナー・レーゼマン (SPD) が2011年から名誉職の町長を務めている。

### 紋章
下部は丘陵状の赤い図形で、その中に金のヒース刈り鎌。その上は金地に黒い羊小屋。

## 引用
1. ↑  Landesamt für Statistik Niedersachsen, LSN-Online Regionaldatenbank, Tabelle A100001G: Fortschreibung des Bevölkerungsstandes, Stand 31. Dezember 2023